# Юсуф (канал)
Ю́суф (араб. بحر يوسف‎ «канал Иосифа», егип. mer wer «Великий канал») — древний канал, который соединяет Нил с озером Карун в оазисе Эль-Файюм Египта.

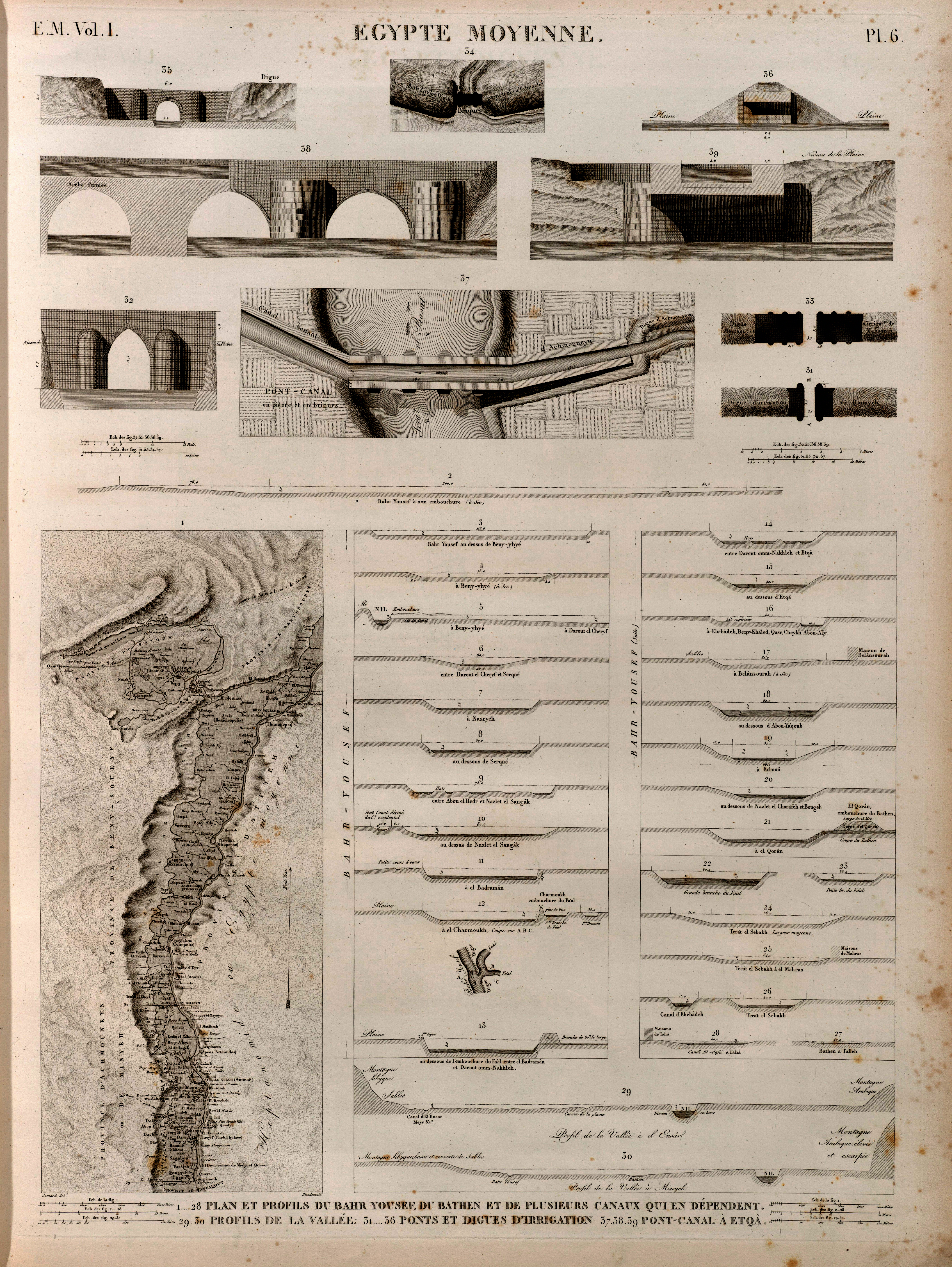
План канала Юсуф; 1809

Вырыт по приказу фараона Аменемхета III на месте одного из малых притоков Нила. В период Нового царства канал имел пять метров в глубину и две дамбы, регулировавшие водосток. Высох вместе с Меридовым озером во времена Птолемеев, но был возобновлён арабами, которые считали, что его построил библейский патриарх Иосиф. На западном берегу канала стоял город Оксиринх.